# Kragerø (plaats)
Kragerø is een plaats in de Noorse gemeente Kragerø, provincie Telemark. Kragerø telt 5.267 inwoners (2007) en heeft een oppervlakte van 3,09 km². Kragerø kreeg in 1666 stadsrechten. 

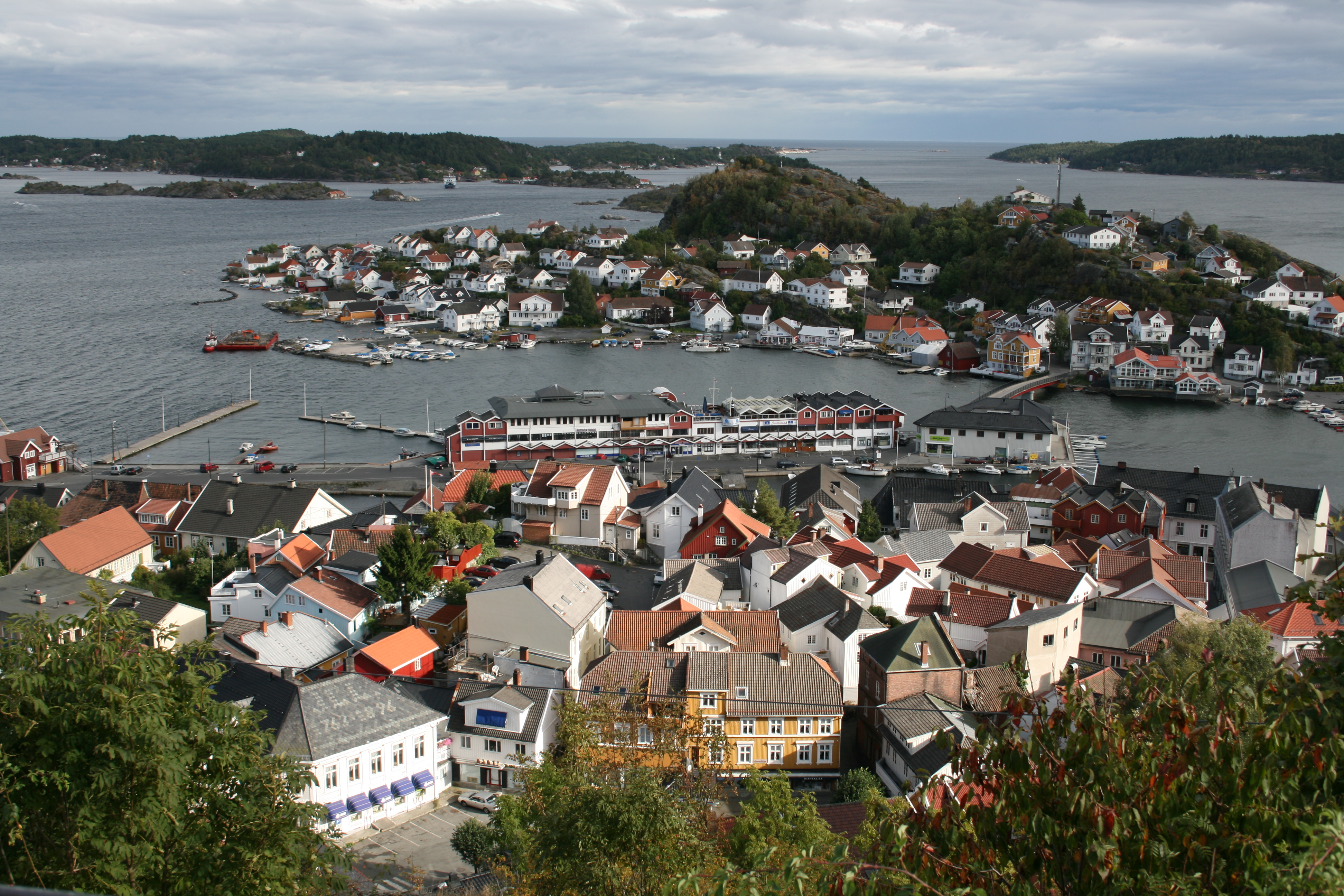
Kragerø (plaats)